# 咖啡维尔 (阿拉巴马州)
咖啡维尔（英文：Coffeeville），是美国阿拉巴马州下属的一座城市。面积约为4.52平方英里（约合11.71平方公里）。根据2010年美国人口普查，该市有人口352人，人口密度为77.88/平方英里（约合30.06/平方公里）。